# Alive in the House of Saints
Alive in the House of Saints ist das dritte Musikalbum der Pianistin Myra Melford unter eigenem Namen. Die Aufnahmen entstanden bei zwei Liveauftritten am 3. Februar 1993 in der Alten Oper Frankfurt und am 5. Februar 1993 als WDR-Produktion in Der Club in Heiligenhaus. Das Album erschien im selben Jahr bei HatHut Records und wurde 2001 in erweiterter Form als Doppel-CD wiederveröffentlicht.

## Das Album
In den frühen 1990er-Jahren tourte Myra Melford häufig mit ihrem Trio aus Lindsey Horner am Bass und Reggie Nicholson am Schlagzeug. 1990 entstand das Album Jump, gefolgt von Now and Now (Enemy, 1991).
Die Konzertmitschnitte vom Februar 1993, die auf Alive in the House of Saints erschienen waren, wurden bei der Wiederveröffentlichung um weitere 38 Minuten Material ergänzt, es sind die vier Titel Now and Now 1, Between Now and Then auf der ersten CD sowie Some Kind of Blues und Now and Now 2 auf der zweiten CD. Die meisten Aufnahmen entstanden in Der Club; lediglich Now and Now 2 und Live Jump wurden zwei Tage zuvor in der Alten Oper Frankfurt mitgeschnitten. Now and Now 1 und Now and Now 2 sind im Aufbau und Dauer nahezu identisch.
Between Now and Then ruft mit seinem aggressiven Pianospiel Melfords Erinnerungen an McCoy Tyner, Horace Tapscott, Don Pullen, Cecil Taylor oder auch Keith Jarrett hervor. Some Kind of Blues und Breaking Light sind dagegen von mehr balladenhaften, bluesigen und melodischen Erkundungen geprägt. Bob Blumenthal, der die Liner Notes der Wiederveröffentlichung schrieb, war der Blues neben den anderen kompositorischen Einflüssen; es entstehe ein „Avant-Groove“. In diesem Zusammenhang vergleicht er Lindsay Horners Rolle im Melford-Trio mit der von Cameron Brown im Don Pullen/George-Adams-Quartett; Reggie Nicholsons Spiels hingegen knüpfe an dessen Arbeit mit der Pianistin Amina Claudine Myers in den 1980er-Jahren an.
„What set the trio immediately apart was the ability to merge a strong blues feeling with notions of rhythmic and structural complexity associated with the exploratory end of the jazz-trio spectrum.“
Myra Melford nahm im Mai 1994 in der Wuppertaler börse die Titel That the Peace, Part II Frank Lloyd Wright Goes West to Rest und Evening Might Still auf ihrem folgenden HatHut-Album Even the Sounds Shine erneut auf; dabei erweiterte sie ihr Trio zum Quintett (mit dem Trompeter Dave Douglas und dem Holzbläser Marty Ehrlich).

## Titel des Albums

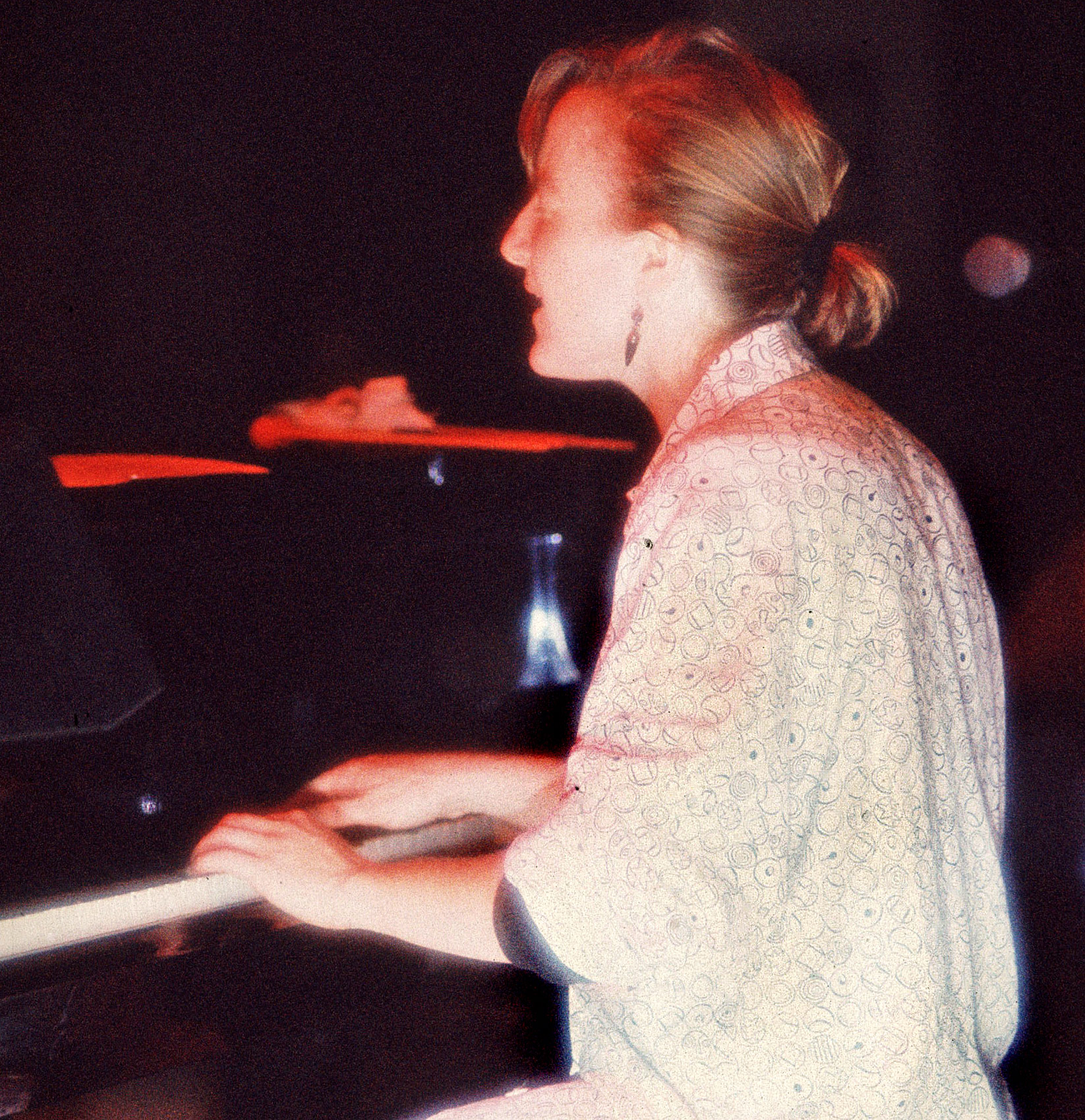
Myra Melford (Helsinki 1993)

- Myra Melford: Alive in the House of Saints (HatART CD 6136[5])
  1. Evening Might Still 11:19
  2. Parts I & II Frank Lloyd Wright Goes West to Rest 18:47
  3. And Silence 12:11
  4. That The Peace 10:42
  5. Breaking Light 8:56
  6. Live Jump 12:25
- Myra Melford Trio: Alive in the House of Saints (hatOLOGY 2-570[6])
  - 1-1 Evening Might Still 11:16
  - 1-2 Now & Now 1  6:50
  - 1-3 Between Now & Then 15:54
  - 1-4 Parts I & II Frank Lloyd Wright Goes West to Rest 18:50
  - 2-1 Breaking Light 8:57
  - 2-2 Some Kind Of Blues 9:40
  - 2-3 That The Peace 10:44
  - 2-4 And Silence 12:11
  - 2-5 Now & Now 2  6:53
  - 2-6 Live Jump 12:19

Alle Kompositionen stammen von Myra Melford.

## Rezeption
Todd S. Jenkins zählt das Album in seinem Buch Free Jazz and Free Improvisation: An Encyclopedia zu den wichtigen Veröffentlichungen des Jahres 1993. Charlie Gillett und Simon Frith meinten, zu Melfords Album, ...is my bet for something that will still be making my hair stand on end in another 25 years’ time.
Bob Blumenthal meinte in den Liner Notes der Wiederveröffentlichung (2001), wenn man das Album acht Jahre nach seiner Entstehung als „erstes Kapitel in der Aufnahmegeschichte Myra Melfords“ höre, rufe ihr erstes Trio „einen Ansturm an Empfindungen“ hervor. Da seien zum einen warmherzige Erinnerungen an die Begegnungen mit Melford, Lindsey Horner und Reggie Nicholson; und es erfülle einen mit Zufriedenheit, zu sehen wie die Ideen, die Melford als Komponistin wie auch als Pianistin hier artikulierte, ihre „Metamorphose zu den Triumphen ihrer darauf folgenden Musik“ erlebten. „Durch die Deutlichkeit ihrer nun historischen Auftritte und ihren folgenden Leistungen hört man die aktuellen Werke sowohl als glorreiche Ziele als auch die Grundlage ihrer laufenden Kreationen“. Bob Blumenthal merkte ferner an:

“The music conveyed a strength and unguarded emotionalism that burst forth in dynamic arcs, with a sense of shape and completeness that made the Trio’s collective creations anything but random. Even as the band broke new ground, it was clearly a product of the jazz tradition.”

„Die Musik drückte eine Kraft und ungeschützte Emotionalität aus, die in dynamischen Bögen hervorbricht, mit einem Gefühl für Gestaltung und Vollständigkeit, was die kollektiven Kreationen des Trios alles andere als zufällig machen. Selbst wenn die Band Neuland betrat, ging dies aus der Jazztradition hervor.“

Thom Jurek verlieh dem Album in Allmusic 4½ (von fünf) Sterne und zählt Melfords Trio-Mitschnitte zu ihren bemerkenswertesten Aufnahmen. Evening Might Still (nach einem James Joyce Zitat) komme stampfend daher, voll ausgeformt, und zitiert unvorbereitet Vince Guaraldis Charlie Brown Christmas Thema: „darauf baut eine Improvisationsgrundlage auf, die aber nie die Tuchfühlung mit dem Original verliert und dennoch vollständig ihre eigene Komposition ist“. Dabei verschmelze sie Guaraldis melodische Erfindung mit der Funkiness von Horace Silver. Von dort aus bewege Melford ihr Trio hin „zu ihrer eigenen Vorstellung von Metrum, Kontrapunkt und Rhythmus“. Parts I & II Frank Lloyd Wright Goes West to Rest sei vollständig Rhythmusgruppe, Zeit, Timbre, [Klang]farbe und eine Studie in improvisatorischem Zusammenspiel. Von hier aus wechsle die Stimmung in das vom Post Bop geprägte And Silence. Resümierend stellt Jurek fest, dass zwar nicht so sehr Avantgarde sei wie ihre vorangegangenen Studioproduktionen, dennoch weit mehr zufriedenstellend sei; das Album stelle „Melford als großartige Komponistin und Pianistin heraus, und auch wie telepathisch dieses Trio ist“.
Richard Cook und Brian Morton verliehen dem Album in The Penguin Guide to Jazz die zweithöchste Bewertung von 3½ Sternen; gegenüber den vorangegangenen Studioproduktionen (von denen Jump sehr komponiert wirke, Now & Now hingegen sehr spontan) sei das Livealbum „deutlich besser.“ Die neuen Versionen von Frank Lloyd Wright Goes West to Rest und Live Jump (vom Studioalbum Jump) „bewirkten einen epischen Schwung und eine Größe, ohne Einzelheiten und die dichte Intimität des Trios zu opfern. Melford genießt ihre Stücke, und Horner und Nicholson brechen mit ihnen aus.“